# Johann Carl Sigmund Haussdörffer
Johann (Carl) Sigmund Haussdörffer (* 10. August 1714 in Schwarzenberg/Erzgeb.; † 15. März 1767 in Tübingen) war ein Orgelbauer in Württemberg.

## Leben und Werk
Haussdörffer wurde als Sohn von Gabriel Haussdörfer geboren, der in Schwarzenberg/Erzgeb. als Orgelbauer wirkte. Seine beiden anderen Söhne, David und Johann George, wurden ebenfalls Orgelbauer. Johann Sigmund wanderte 1740 von Sachsen nach Tübingen aus. Er war wohl von Gottfried Silbermann beeinflusst, worauf die Ähnlichkeit der Orgelprospekte der Balinger Stadtkirche (1767, Hausdörffer) und der Stadtkirche in Rötha (1718–1721, Silbermann) hinweist. Nachfolger ist sein Schwiegersohn Hans Rudigier (Rüdiger).
Haussdörffer baute Orgeln in verschiedenen Städten im Raum Württemberg im Stil des Rokoko. Sein letztes Werk war die Orgel in der Stadtkirche Balingen. Er starb noch im Jahr der Aufstellung. Insgesamt werden ihm 18 Orgelneubauten zugeschrieben. Er gilt als Erfinder der ersten nachgewiesenen Registerkanzellenlade und bedeutendster württembergischer Orgelbauer des 18. Jahrhunderts.

## Werkliste (Auswahl)
| Jahr | Ort                 | Kirche                 | Bild | Manuale | Register | Bemerkungen                                                                                         |
| ---- | ------------------- | ---------------------- | ---- | ------- | -------- | --------------------------------------------------------------------------------------------------- |
| 1741 | Oberlenningen       | Martinskirche          |      | II/P    | 15       | Neubau                                                                                              |
| 1742 | Sulz am Neckar      | Ev. Kirche             |      | II/P    | 18       | Neubau                                                                                              |
| 1745 | Heimsheim           |                        |      |         |          | Neubau                                                                                              |
| 1754 | Blaubeuren          | Stadtkirche St. Marien |      | II/P    | 22       | Neubau                                                                                              |
| 1755 | Esslingen am Neckar | Stadtkirche St. Dionys |      | II/P    | 24       | Neubau unter Einbeziehung von Teilen der Vorgängerorgel von Johann Georg Allgeyer d. Ä. (1706)      |
| 1760 | Sickenhausen        | Ev. Kirche             |      | I/P     | 6        | Zuschreibung (oder 1731); 1988 nach Biberach an der Riß, Ev. Spitalkirche, umgesetzt                |
| 1760 | Waldenbuch          | Veitskirche            |      | I/P     | 14       | Neubau; 1934 Erweiterung durch Weigle (II/P/22)                                                     |
| 1767 | Balingen            | Stadtkirche            |      | II/P    | 22       | Neubau; 1914 und 1973 durch Neubauten ersetzt (heute IV/P/54); Prospekt und einige Pfeifen erhalten |